# سفیدک کرکی آفتاب‌گردان
سفیدک کرکی آفتاب‌گردان یا سفیدک دروغین آفتاب‌گردان (نام علمی: Plasmopara halstedii) نام یک گونه از رده آب‌کپک است.
عامل بیماری آن قارچ p.helianth) Plasmopra halstedii) می‌باشد که از گروه Oomycetes است. یکی از بیماری‌های مهم آفتاب‌گردان است که از کشورهای زیادی از جمله ایران گزارش شده‌است. حدود سال ۱۳۴۳ برای اولین بار در آذربایجان دیده و گزارش گردید. در آذربایجان، گیلان و کردستان بیماری مهمی است و در فارس هم دیده شده‌است. این بیماری بذرزاد است. خسارت این بیماری بسیار زیاد است زیرا ممکن است اصلاً بذر تشکیل نشود و یا اینکه میزان روغن آن پایین بیاید و گاهی اوقات تا ۵۰٪ محصول را از بین ببرد. قارچ عامل بیماری روی جوانه زنی بذر هم اثر دارد، چرا که بذرها کوچک مانده و قدرت جوانه‌زنی آن‌ها کاهش می‌یابد و یا اینکه باعث تولید گیاهان غیرنرمال (کوتوله) می‌شود.

## علائم بیماری
علائم بیماری به صورت کوتولگی با لکه‌های کلروتیک در اطراف رگبرگ‌ها وایجاد حالت موزائیکی می‌باشد (شبیه علائم بیماری‌های ویروسی). این علائم هم در برگ‌های اولیه و هم در برگ‌های بزرگتر دیده می‌شود. در زیر برگ پوشش کرکی دیده می‌شود که به شناسایی سفیدک کرکی کمک می‌کند. اگر در گیاه آلوده طبق تشکیل شود روبه بالاست که علامت خوبی برای تشخیص بیماری است. این قا رچ درگیاه سیستمیک می‌شود بنابراین به اندام گل وارد شده و باعث تغییر شکل ان می‌گردد و حتی پوسته بذر هم سبز می‌شود. این بیماری تولید مرگ گیاهچه هم می‌کند. قارچ عامل بیماری یک Oomycetes است که اسپورانژیوفور و اسپورانژیوم‌های خود را در سطح زیرین برگ و در شرایط مرطوب تشکیل می‌دهد. انشعابات اسپورانژیوفور دو شاخه وعمود برهم هستند و در انتها به استریگمای سه‌شاخه (صلیبی) ختم می‌شود ودرروی آن‌ها اسپورانژیوم تولید می‌شود. این قارچ تولید Oospore می‌کند که می‌تواند جوانه زده و تولید ریسه یا زئوسپور نماید. Oospore عامل بقای قارچ می‌باشد و اگر وارد خاک شد ریشه‌کن کردن آن مشکل است. بیماری بیشتر خاکزاد است تا هوازاد و اهمیتش بیشتر از طریق آلودگی ریشه است تا اندام‌های هوایی. اگر اسپور در خاک باشد و تولید زئوسپور کند این زئوسپورها به راحتی جذب منطقه رشد طولی ریشه شده و وارد ریشه می‌شوند و آلودگی ایجاد می‌نمایند.
قارچ در گیاه جوان (مرحله۸–۶ برگی) به راحتی ایجاد آلودگی سیستمیک کرده و وارد قسمت‌های هوایی می‌شود. برگ‌های جوان نیز ممکن است به صورت موضعی آلوده شوند و قارچ از طریق روزنه‌ها وارد برگ شود. برای ایجاد آلودگی اولیه از طریق خاک لازم است که رطوبت خاک اشباع و حساسیت گیاه با لا و حرارت خاک پایین (۱۵ درجه سانتیگراد) باشد. اگر حرارت خاک بالا باشد (۲۰ درجه سانتیگراد و بالاتر) زئوسپور تولید نمی‌شود. قارچ عامل بیماری از طریق هیپوکوتیل هم وارد گیاهچه‌های اولیه می‌شود وبصورت ریسه در گیاه حرکت کرده و در نهایت داخل بذر شده و قسمت‌های داخلی ان یعنی گیاهچه را آلوده می‌کند. در برگ‌های ریخته شده اُاُسپور فراوان است. (Over wintering) در بذر و در بقایا به صورت Oospre می‌باشد.

## کنترل بیماری
۱- تناوب کشت طولانی ۱۰–۴ساله.
۲- حذف گیاهان آلوده در اوایل فصل وسوزاندن آن‌ها.
۳- ضد عفونی بذر با قارچ‌کش‌های سیستمیک مثل متالاکسیل (ریدومیل).
۴-از ارقام مقاوم و بذر سالم استفاده شود (بهترین روش‌ها)